# Дренци
Дренци (болг. Дренци) — село в Болгарии. Находится в Шуменской области, входит в общину Венец. Население составляет 345 человек.

## Политическая ситуация
В местном кметстве Дренци, в состав которого входит Дренци, должность кмета (старосты) исполняет Селим Мехмед Хасан (Граждане за европейское развитие Болгарии (ГЕРБ)) по результатам выборов.
Кмет (мэр) общины Венец — Нехрибан Османова Ахмедова (движение «За права и свободы» (ДПС)) по результатам выборов.